# Gellerup

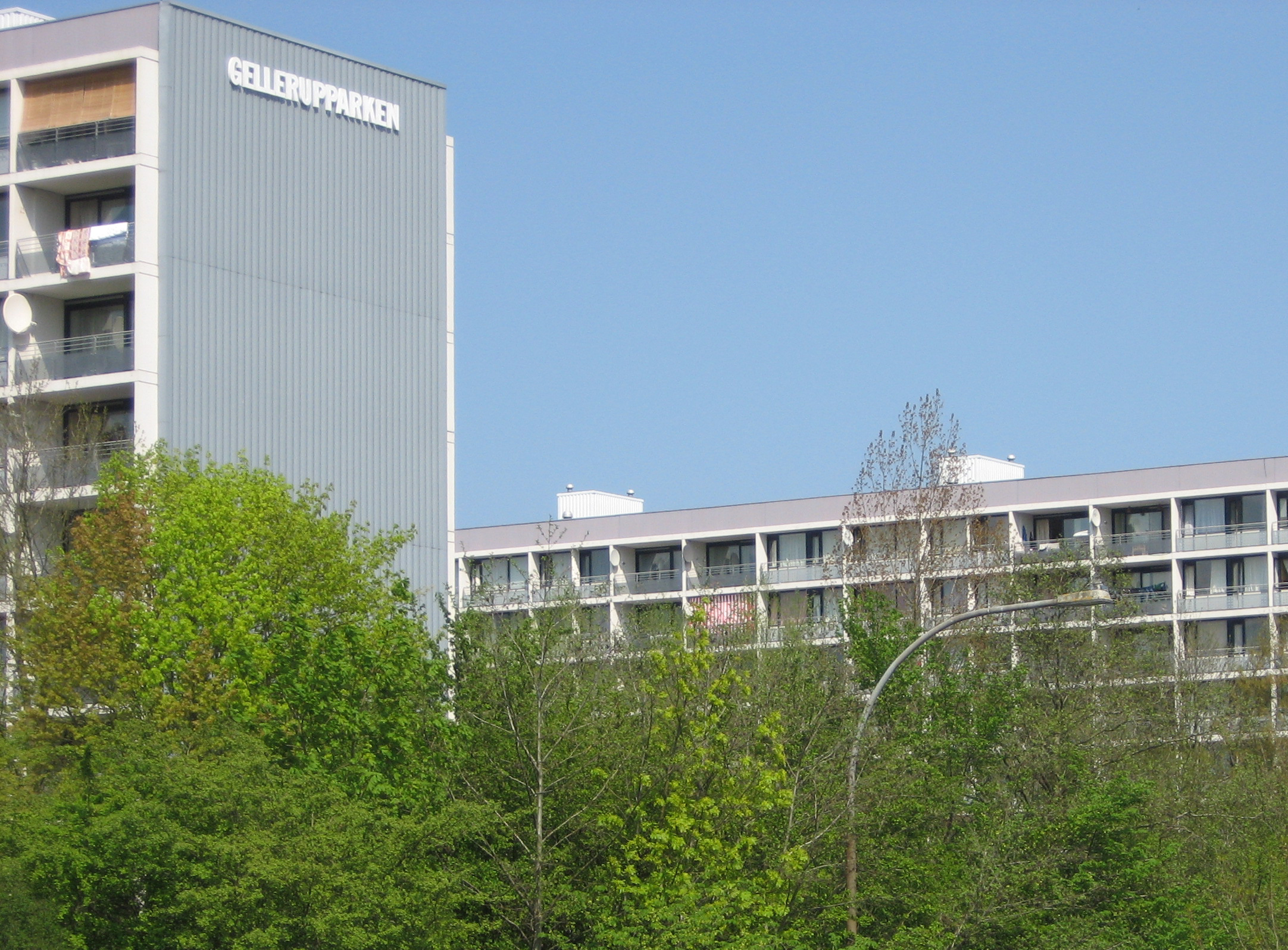
Gellerupparken

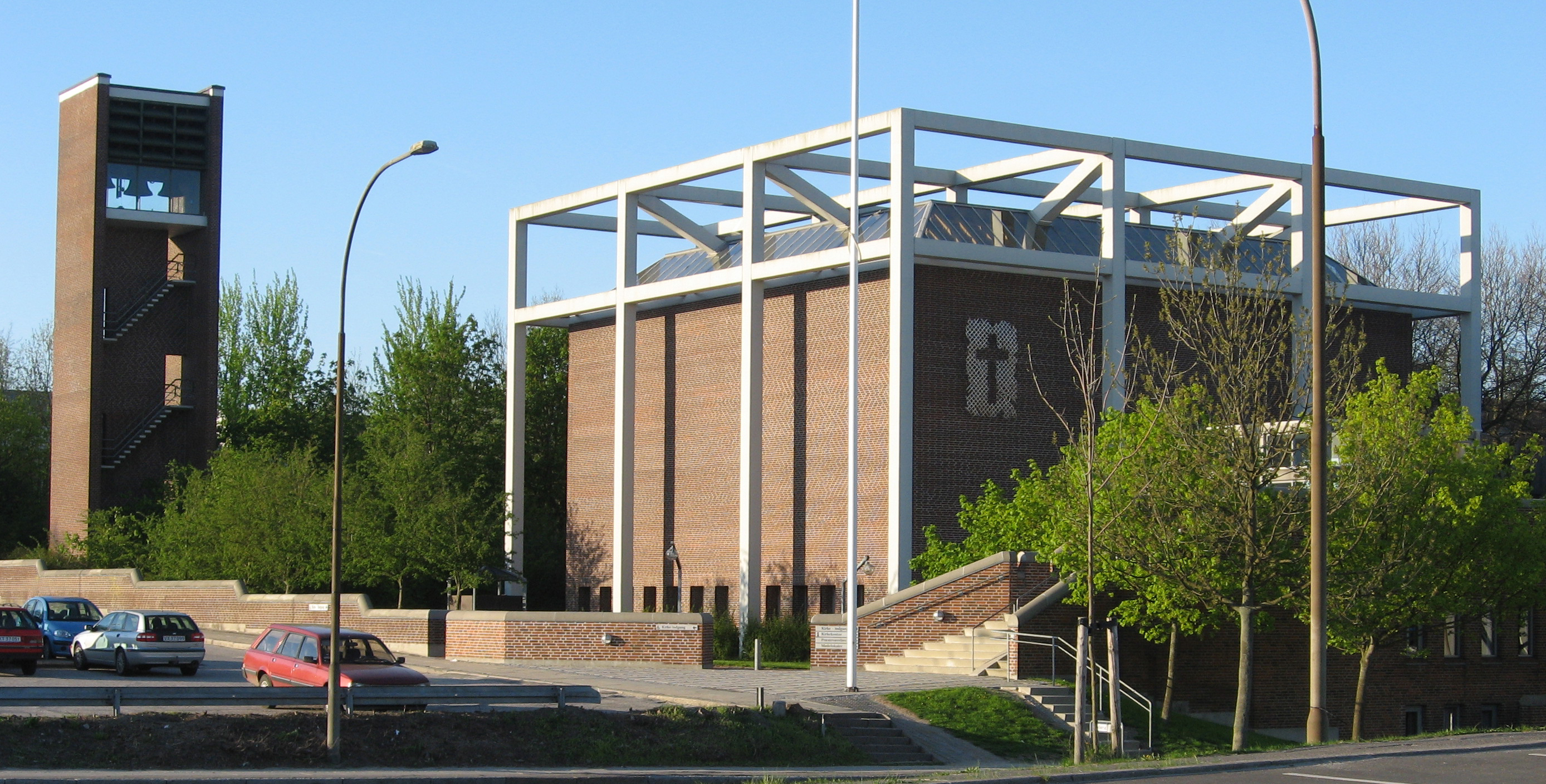
Gellerup kyrka

Gellerup är en förort till Århus som ligger väster om centrala Århus, väster om Åbyhøj och norr om sjön Brabrand Sø. Stadsdelen har 7 733 invånare (2006) och är en del av Brabrand.
Gellerup utgörs primärt av de två bostadsområdena Gellerupparken (Danmarks största bostadsföreningsavdelning) och Toveshøj. De två blocken uppfördes från 1968 till 1972.
Andelen barn och unga är förhållandevis hög: 44 procent av invånarna i Gellerupparken och 41 procent i Toveshøj är under 18 år. 76 procent av alla invånare över 17 år lever på motsvarigheten till det svenska socialbidraget. Socio-ekonomiskt är Gellerup karaktäriserat med att 80 procent av invånarna har en bruttointäkt som underskrider 150 000 danska kronor om året.